# Renault Twingo
Renault Twingo (укр. Рено Твінго) - міський автомобіль особливо малого класу французької компанії Renault. Вперше був представлений на Паризькому автосалоні в жовтні 1992 року. Продажі стартували в 1993 році (Європа). Влітку 2007 року почався випуск другого покоління Рено Твінго.
Назва Твінго є контамінацією слів твіст, свінг та танго і відображає динамічний і веселий характер автомобіля.

## Історія
Початок Твінго сходить до 1980-м років, коли на Рено почалися роботи зі створення наступника моделі R4, що випускалася з 1961 р. За проектом VBG (Véhicule Bas de Gamme - Автомобіль нижнього цінового рівня) було створено кілька прототипів. Головним і найбільш важким завданням було створити більш дешевий автомобіль ніж ті автомобілі початкового рівня, які вже випускаються  (R5, Clio), не конкурує з ними і дає прибуток. У певний момент часу роботи по проекту, що отримав код W-60, були зупинені.
У 1987 р. президент Рено Раймонд Леві (Raymond Lévy) вирішує відновити роботи, змінює кодове ім'я проекту на X-06, доручає зайнятися ним новоприбулому на Рено Патріку ле Клеману (Patrick Le Quément) і виділяє на ці роботи 3,5 млрд франків (700 млн доларів). З самого початку роботи Патрік ле Клеман був твердо впевнений у правильності обраного напрямку. Через кілька місяців він запропонував ідею компактного однооб'ємного автомобіля (по аналогії з успішним Espace). Його стиль, всередині і зовні, повинен бути таким, щоб вийшов автомобіль-ікона, а не просто транспортний засіб. Клеман сам зайнявся загальними пропорціями автомобіля: колеса по кутах кузова, широка передня колія, більше ніж у Clio і «жаб'яча фізіономія». Остаточний дизайн автомобіля був «заморожений» в 1988 р. і хоча Раймонд Леві знаходив його чудовим, всередині компанії думки були суперечливими. І тоді, як кажуть, Патрік ле Клеман написав своєму керівнику наступне: «Головний наш ризик полягає в тому, що ми не ризикуємо, я прошу вас ухвалити рішення на користь інтуїтивного дизайну проти екстенсивного маркетингу». «Я згоден» - відповів йому Леві.
5 жовтня 1992 року автомобіль був розсекречений на Паризькому автомобільному салоні і став справжнім хітом, 2240 чоловік відразу ж побажали його купити. Оригінальними рисами автомобіля стали центральне розташування приладової панелі, яскраві кольори кузова, модульна конструкція салону. Задні сидіння могли зсуватися на 17 см збільшуючи або багажник, або простір для сидячих позаду.

## Renault Twingo I (1992-2007)

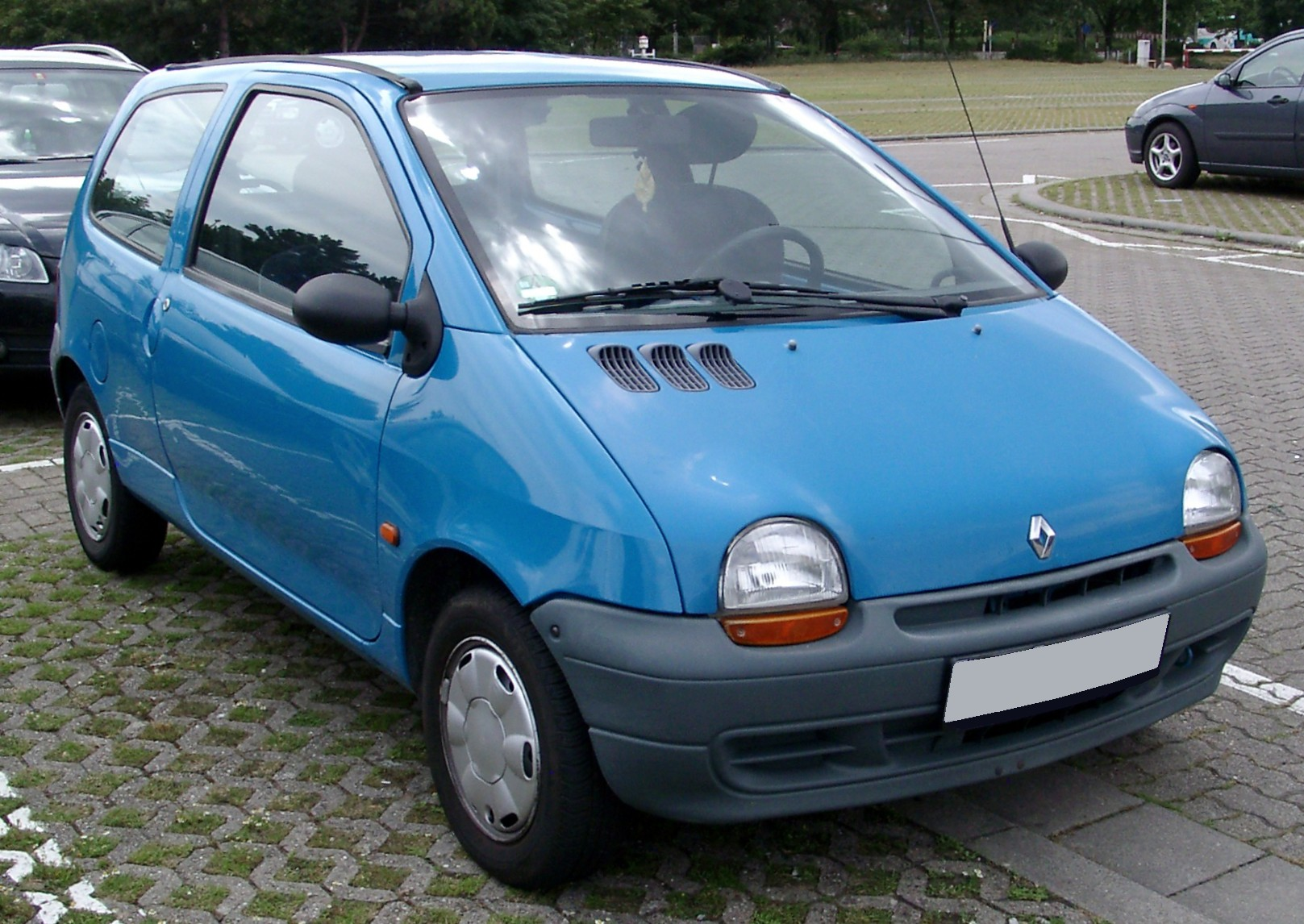
Renault Twingo I

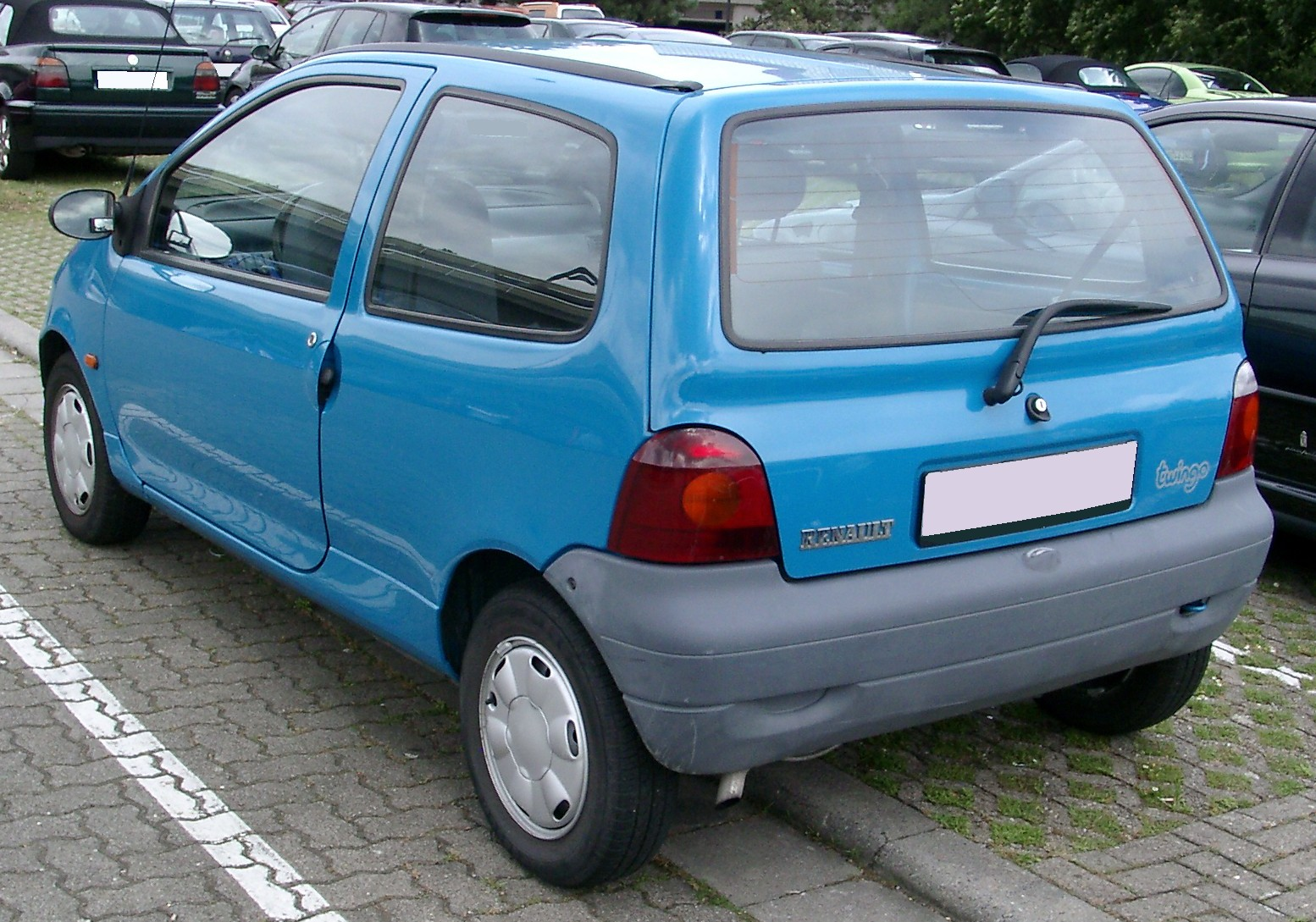
Renault Twingo I

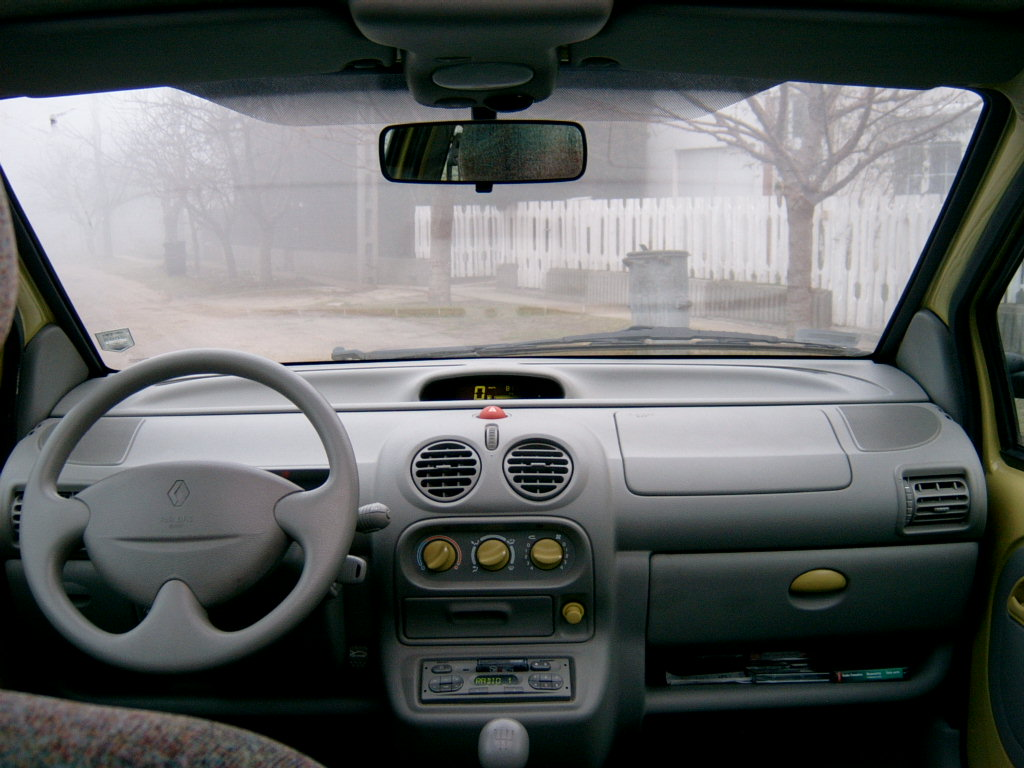

Концепція невеликого однооб'ємного автомобіля незвичайного виду перевернула основи автомобільного дизайну. Твінго був дуже простим автомобілем з хорошими технічними характеристиками. Спочатку вибір варіантів був обмежений: один тип двигуна, лише чотири забарвлення кузова, один тип обробки салону, найпростіша пластикова панель приладів і абсолютно ніякого додаткового обладнання. Жабеня з кліпаючими очима - Твінго дуже сподобався молоді. До того ж він був недорогий, ціна автомобіля в 1993 р. становила 55 тис. франків. Тому за перші дев'ять місяців було продано 174 259 автомобілів. Попит був настільки великий, що автомобіль став лідером за кількістю крадіжок.
Автомобіль не мав версії з правим кермом і тому ніколи офіційно не продавався в Англії.
Усього випущено понад 2,5 млн автомобілів. Твінго першого покоління досі випускається на заводі Рено в Колумбії.

### Хронологія
- жовтень 1994 р. - модифікація Easy з напівавтоматичною коробкою передач.
- вересень 1995 р. - подушки безпеки встановлюються за додаткову плату.
- липень 1996 - новий двигун від Кліо замість старого від Рено 5, третій стоп-сигнал.
- липень 1998 р. - перша модернізація: змінено інтер'єр, панель приладів, передні і задні ліхтарі.
- вересень 2000 р. - друга модернізація: колеса більшою (14") розмірності, нові панелі дверей.
- грудень 2000 р. - новий 16-ти клапанний двигун об'ємом 1,2 л. і потужністю 75 к.с. (56 кВт).
- квітень 2000 р. - нова напівавтоматична коробка передач.
- вересень 2004 р. - третє модернізація: на кришці багажника встановлений логотип Рено, нові кольори кузова.
- червень 2007 р. - припинено виробництво і продаж в Європі.

### Двигуни
- 1.0 L D7D I4
- 1.2 L C3G I4
- 1.2 L D7F I4
- 1.2 L D4F I4

## Renault Twingo II (2007-2014)

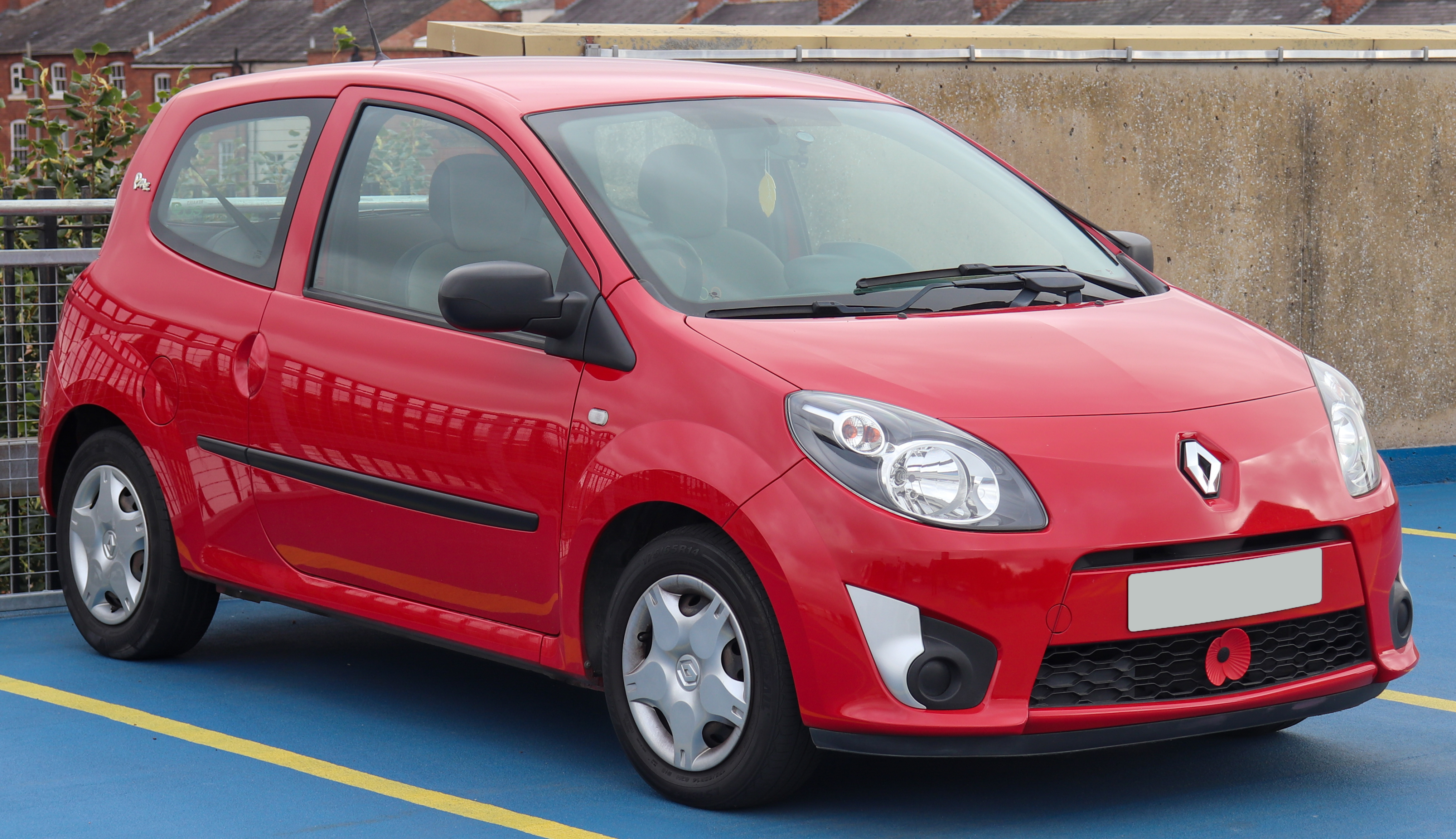
Renault Twingo II

Twingo другого покоління представлений в березні 2007 року на 77-му Женевському автосалоні, в липні 2007 року він з'явився на ринку.
Twingo II поставляється в п'яти комплектаціях. Він також майже на 17 сантиметрів довший від старої моделі. 
На відміну від попередника цей хетч продавався й у Великій Британії. Моторна гамма складалася з двигунів - 1.2 л в трьох варіантах потужності, а також 1.5 л і 1.6 л, які агрегатувалися як з МКПП, так і з 5-ст. АКПП. У 2008 році був показаний 133-сильний Twingo RS (Renault Sport), двома роками пізніше - версія Gordini.

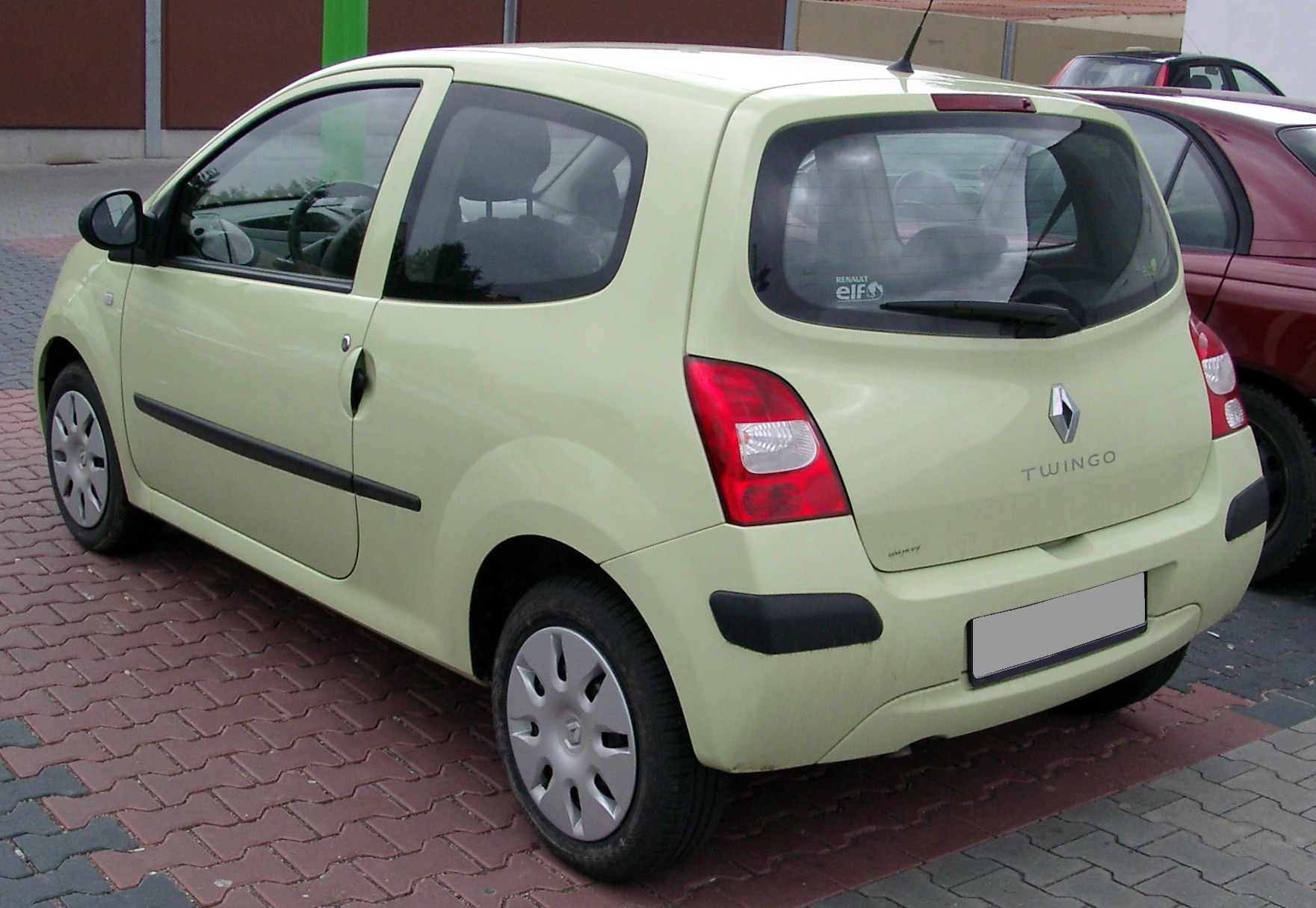
Renault Twingo (2007-2012)
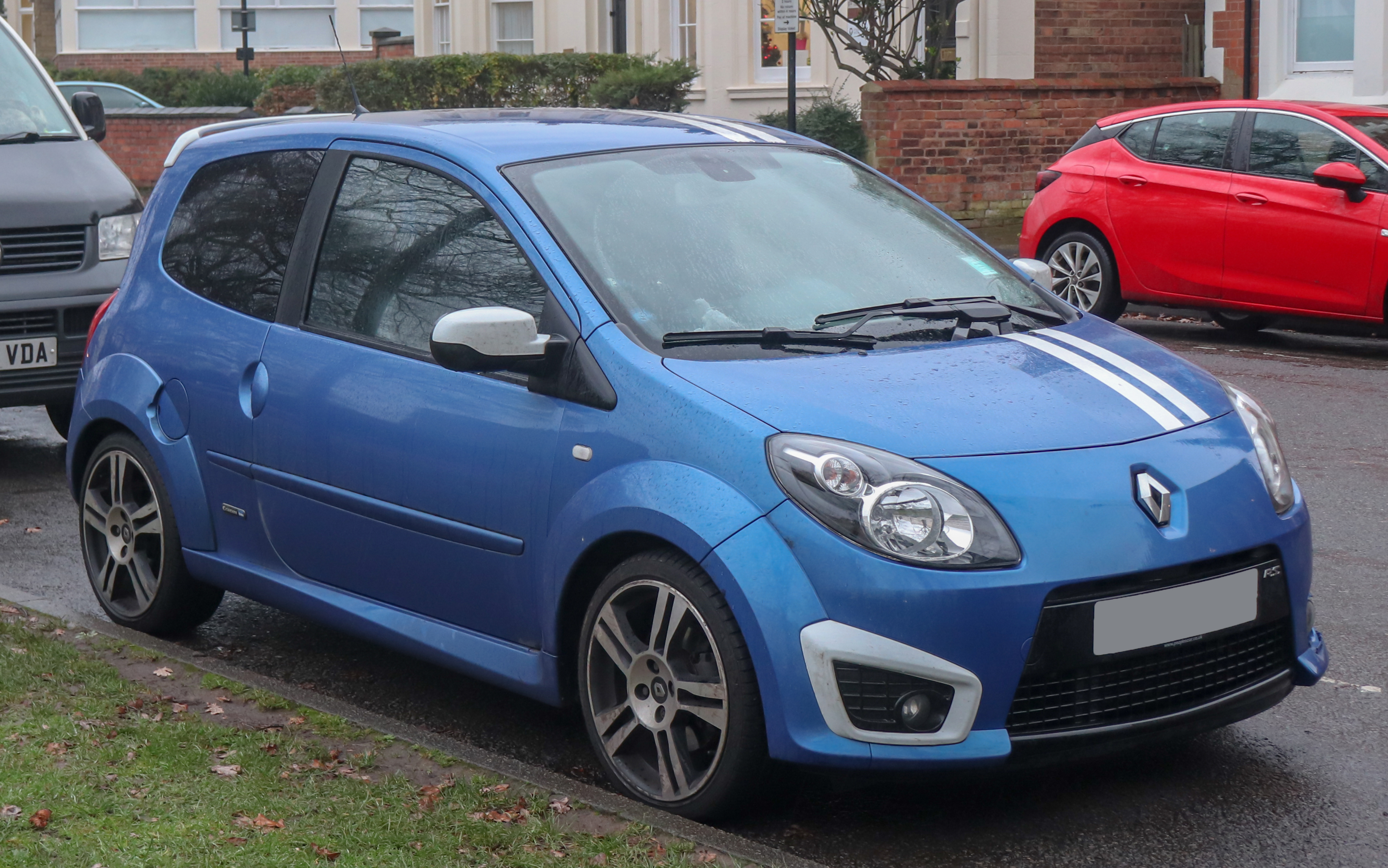
Renault Twingo RS

### Безпека
За результатами краш-тестів Euro NCAP проведених в 2007 році Twingo II при оцінці безпеки пасажирів отримав 28 з максимальних 35 балів, що становить чотири з п'яти зірок.

### Фейсліфтинг
14 січня 2012 року був опублікований переглянутий варіант Twingo, так званої фази II, на європейському ринку. Передня і задня частина кузова була змінена.

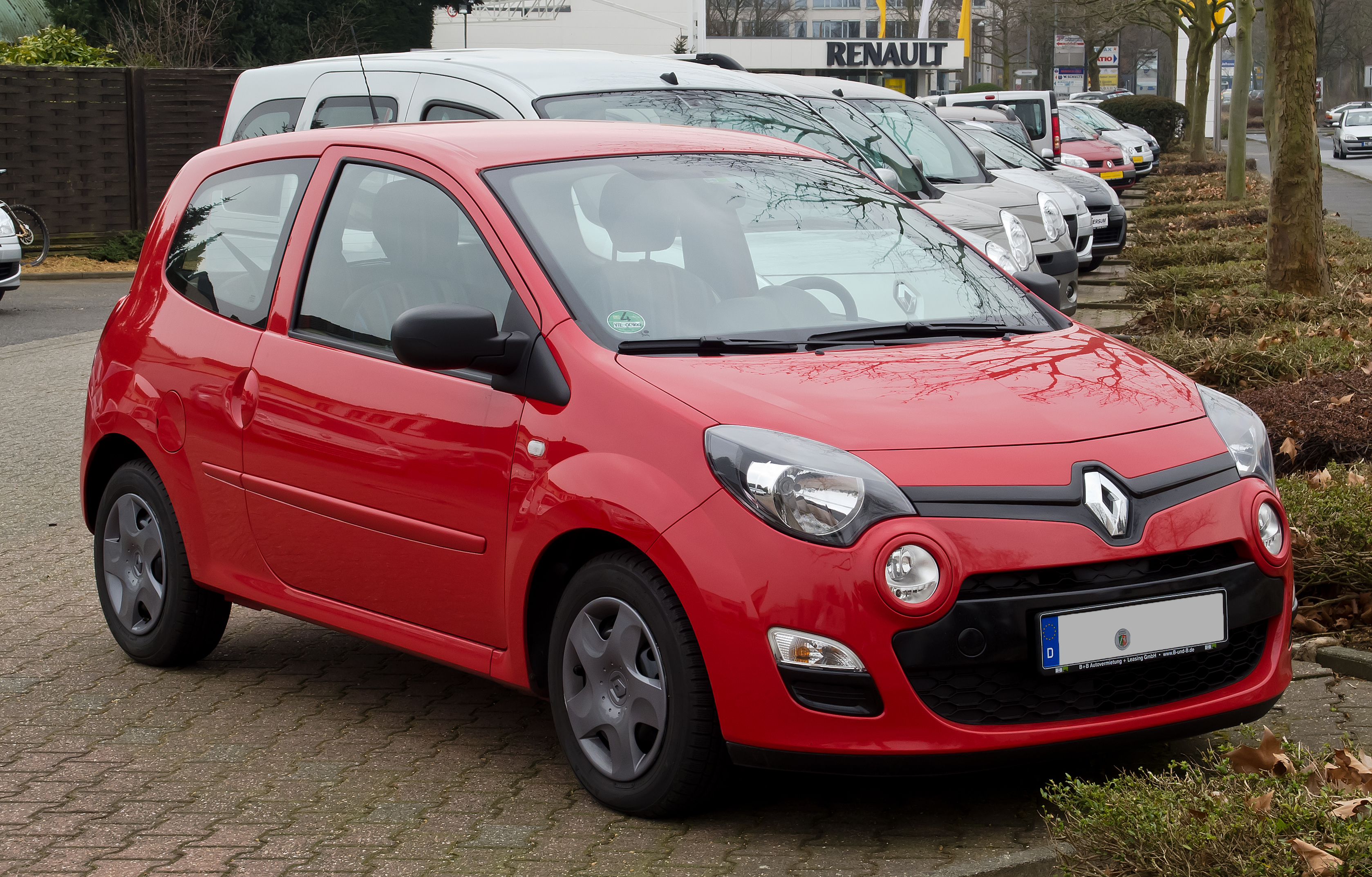
Renault Twingo (з 2012)
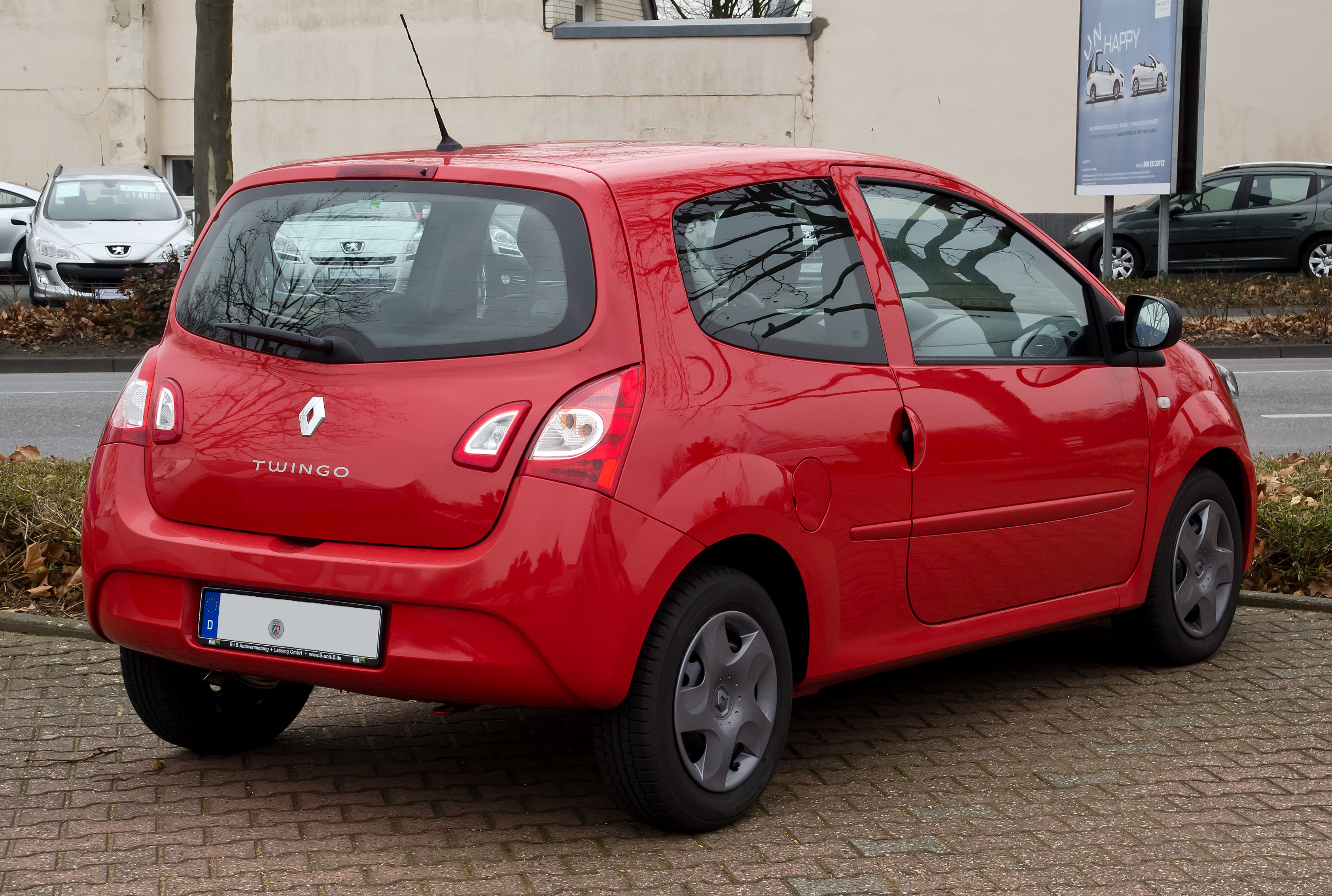
Renault Twingo (з 2012)

### Двигуни
- 1.2 L D7F I4
- 1.2 L D4F I4
- 1.2 L D4FT turbo I4
- 1.6 L K4M-RS I4
- 1.5 L K9K I4 diesel

## Renault Twingo III (2014-наш час)

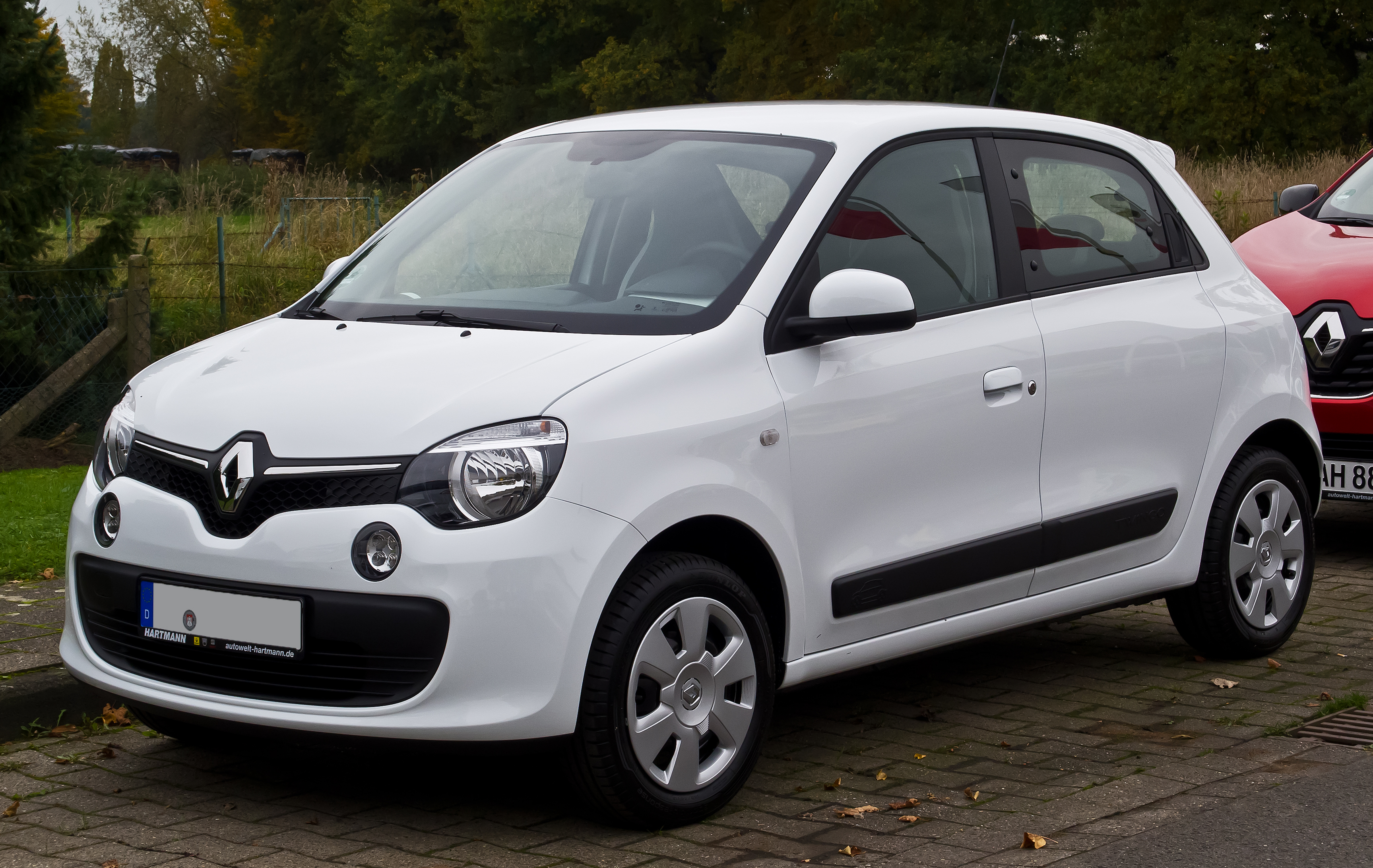
Renault Twingo III (2014-2019)

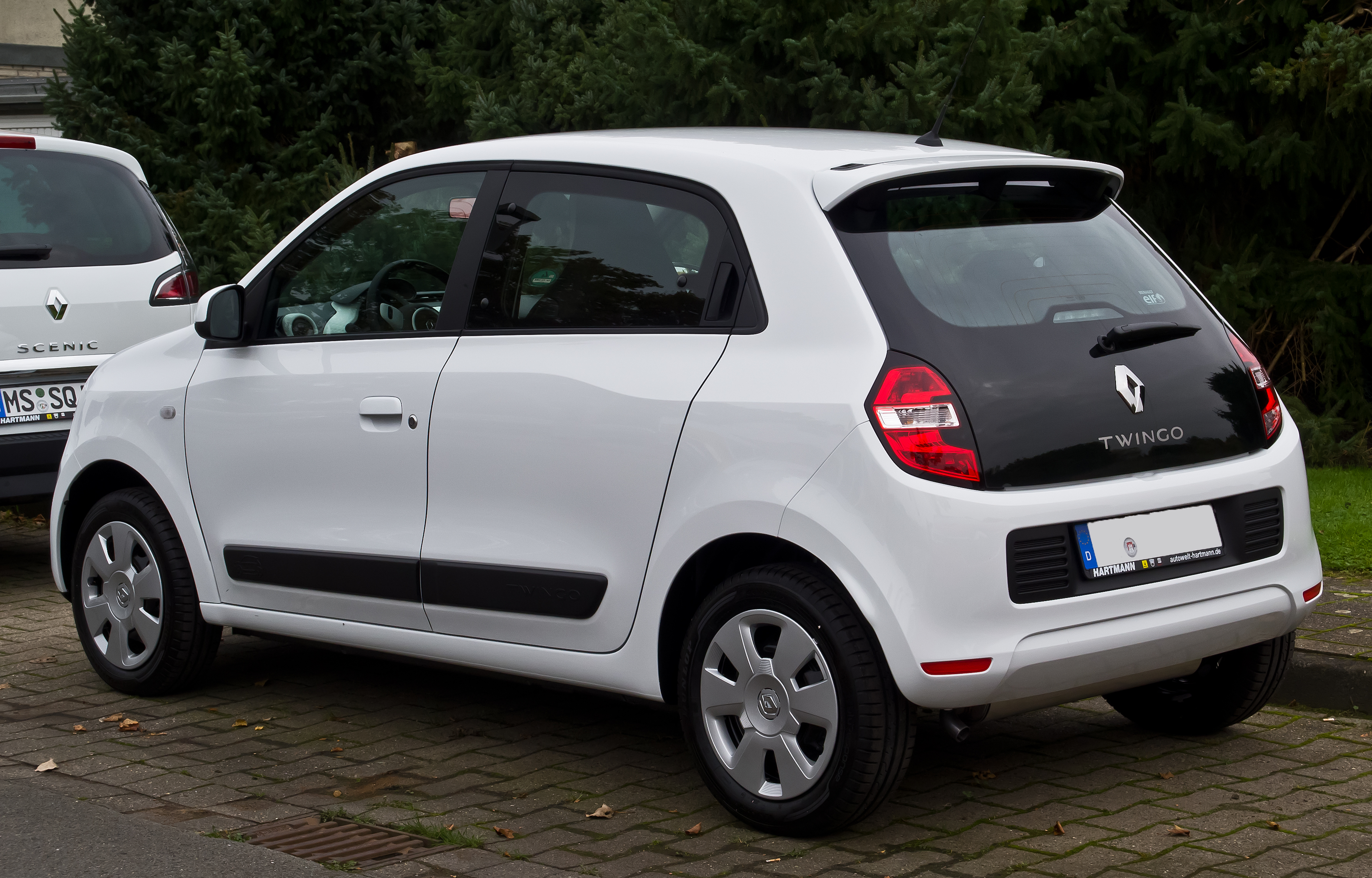
Renault Twingo III

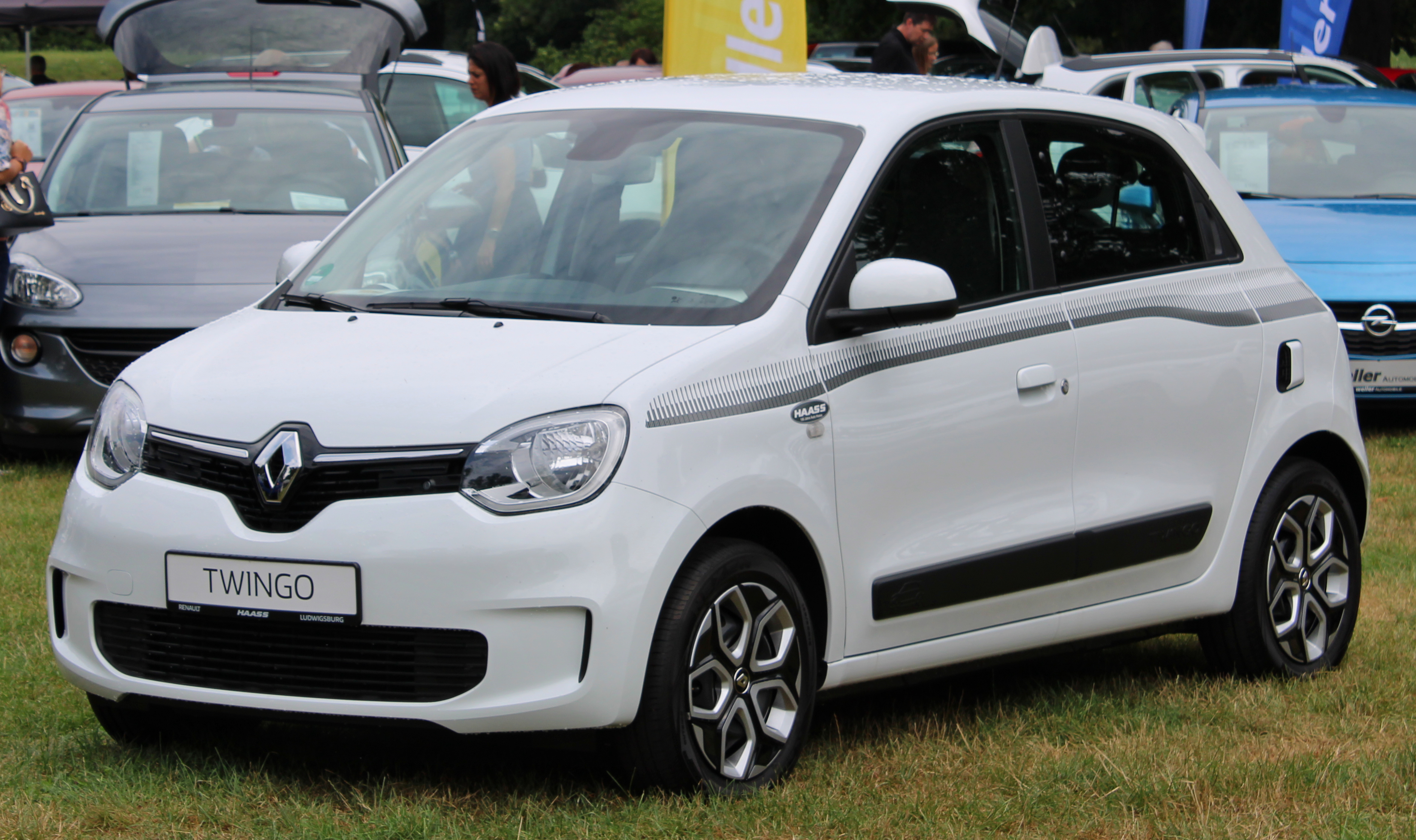
Renault Twingo III (з 2019)

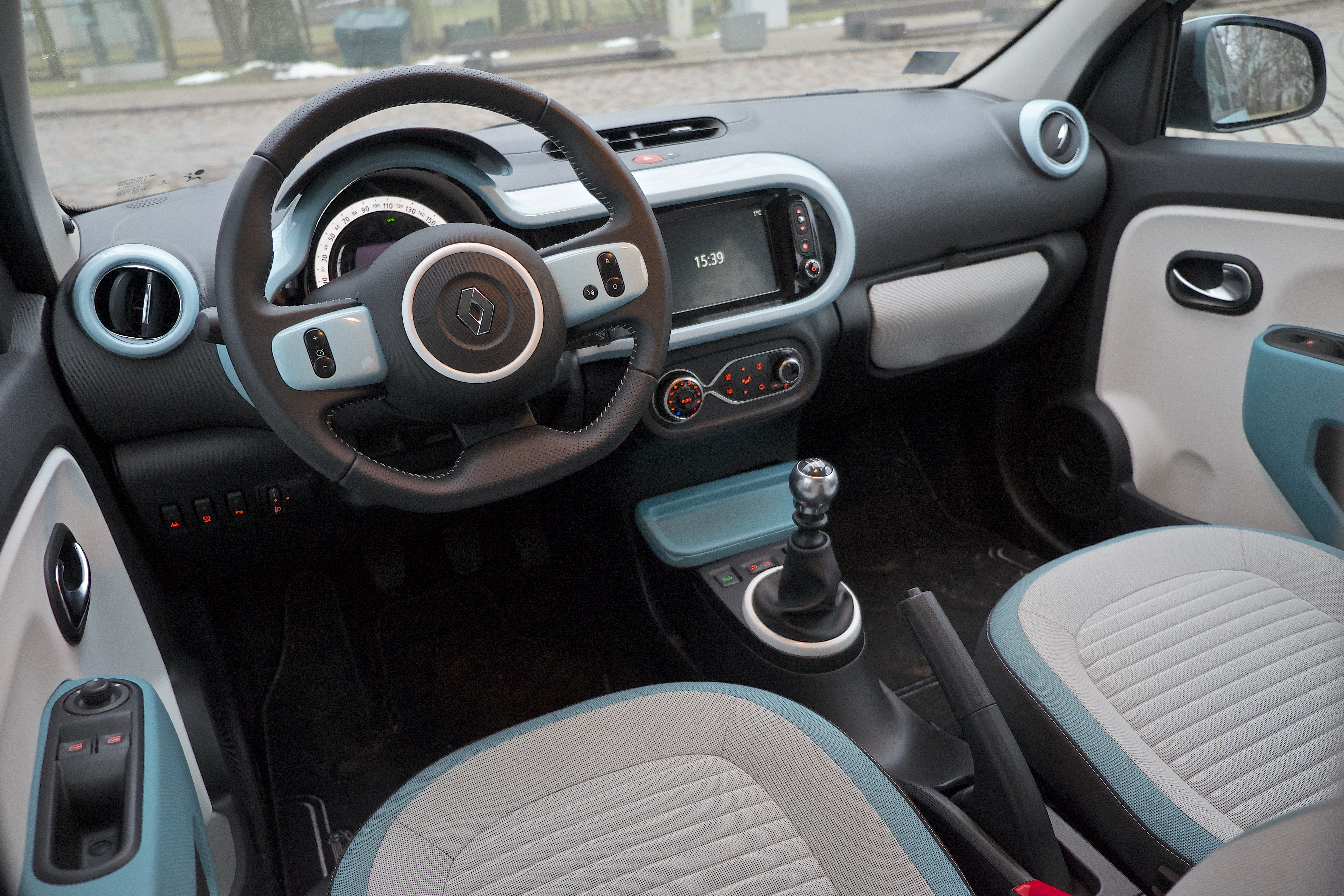

В березні 2014 року на автосалоні в Женеві представлять Renault Twingo третього покоління. Автомобіль збудований на спільній задньомоторній платформі концернів Daimler і Renault, разом з новими Smart Fortwo і Smart Forfour. На вибір пропонуються два бензинових мотори - атмосферний трициліндровий об'ємом 1,0 л потужністю 70 к.с. (91 Нм) і наддувний двигун 0,9 л потужністю 90 к.с. (135 Нм).
Автомобіль Twingo має спільне зі Smart ForFour шасі та укорочену версію платформи For Two. Моделі мають непогану базову комплектацію. Обравши Play SCe 70 Ви отримаєте систему кондиціонування повітря та можливість налаштування водійського сидіння. Модель початкового рівня Expression натомість пропонує передні вікна з електроприводом та DAB радіо. До бази цієї ж моделі входить система, яка дозволяє під’єднати до автомобіля смартфон і використовувати як центральний дисплей або інформаційно-розважальний центр. Спеціально розроблена Color Run пропонує декілька додаткових кольорових рішень. Моделі лінійки можна доповнити уподобаною опцією. Модель Play постачається з системою кондиціонування повітря та водійським сидінням з функцією налаштування по висоті. Хоча за литі диски коліс доведеться доплатити. Додаток R&Go дозволить перетворити смартфон на сенсорний екран системи навігації. Повноцінний сенсорний екран R-link входить до переліку опцій. Моделі Dynamique пропонують найбільш повний перелік стандартного обладнання, але вони коштують найбільше. Моделі Expression постачаються з DAB радіо та Bluetooth. Як опція доступна аудіо система на шість динаміків з сабвуфером.

### Twingo GT
Влітку 2016 року була представлена версія GT. Автомобіль отримав мотор потужністю 110 к.с., перероблене шасі і декоративні зміни.

### Twingo Z.E.

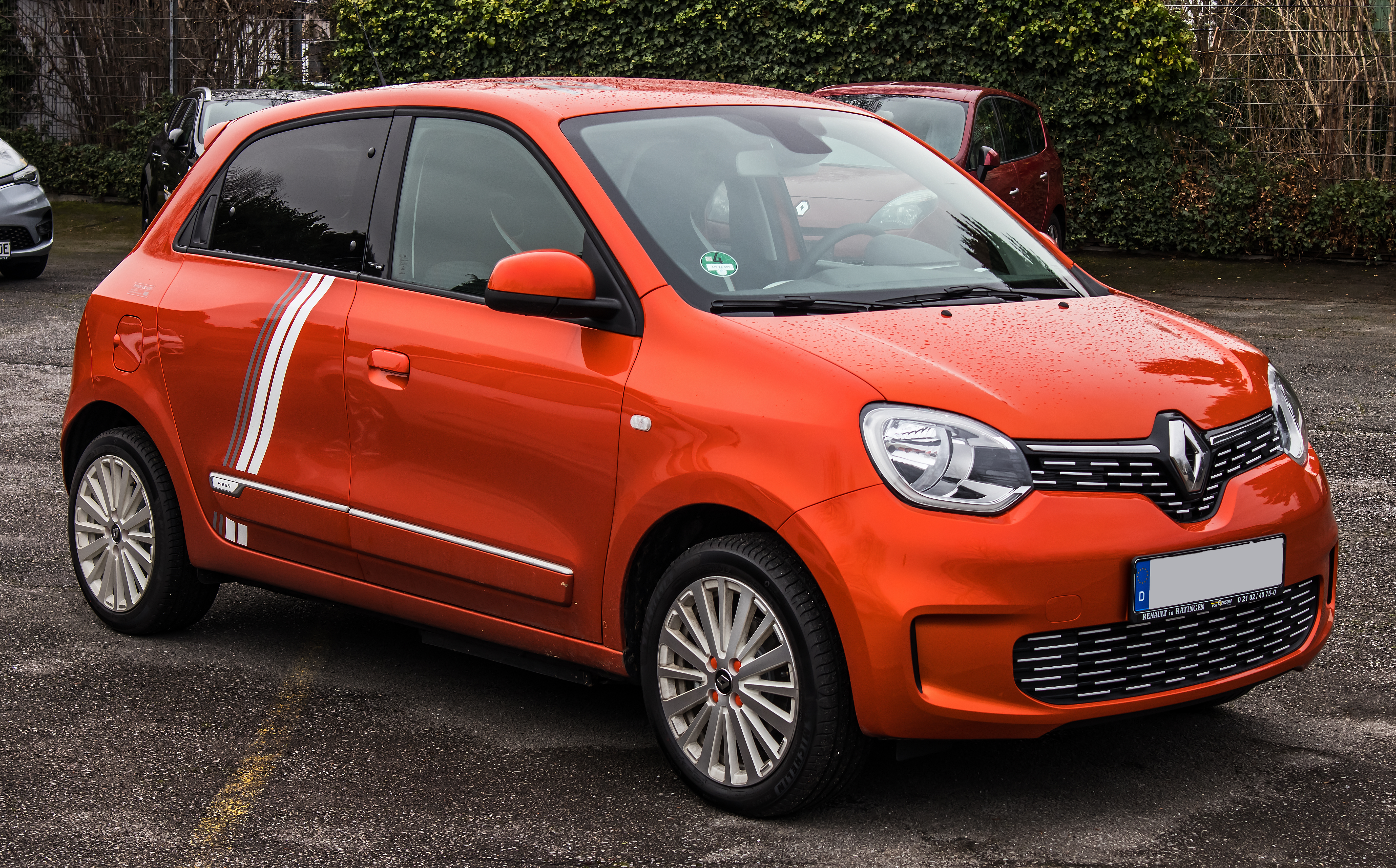
Renault Twingo Electric Vibes

У лютому 2020 року компанія Renault представила модель Twingo Z.E, що працює на акумуляторі. Автомобіль оснащений електричним двигуном потужністю 82 к.с. від моделей Smart. Літій-іонний акумулятор на 21,3 кВт-год, що означає, що запас ходу WLTP становить 180 км. Twingo Z.E. Прискорення від 0 до 100 км/год відбувається за 12,9 секунди, максимальна швидкість електронно обмежена 135 км/год.

### Двигуни
- 1.0 SCe 65
- 1.0 SCe 70
- 1.0 SCe 75
- 0.9 TCe 90
- 0.9 TCe 110 GT

## Twingo Concept (2023)
У листопаді 2023 року було підтверджено, що Twingo повернеться як електрична модель з ціною нижче 20 000 євро. Прототип нового Twingo був показаний на прес-конференції Capital Markets Day, що має ретро-стиль, що сильно нагадує перше покоління Twingo, продовжуючи тенденцію Renault щодо ретро-стилю для майбутніх електричних моделей, таких як Renault 4Ever Trophy та Renault 5 EV. Також були оголошені показники ефективності 10 кВт-год/100 км.
Генеральний директор Renault Groupe, Лука Де Мео , заявив на конференції, що розробка має бути розпочата негайно, і очікується, що автомобіль буде випущено у виробництво протягом двох років, відповідаючи швидкості розробки китайських автомобілів, тобто дата випуску приблизно 2026 року. 